# Victor Ramahatra
Victor Ramahatra, född 6 september 1945 i Antananarivo, Madagaskar, var regeringschef på Madagaskar från den 12 februari 1988 till den 8 augusti 1991.